# Brit koronafüggőségek

A koronafüggőségek elhelyezkedése

A koronafüggőségek (angolul crown dependencies) a brit Korona tulajdonai, eltérően a brit tengerentúli területektől és az Egyesült Királyság gyarmataitól. A koronafüggőségek: a Csatorna-szigetek bailiffségei (Jersey Bailiffség és Guernsey Bailiffség) és az Ír-tengeren a Man-sziget.
Egyikük sem része az Egyesült Királyságnak, de tagjai a Brit–Ír Tanácsnak. 2005-től mindhárom koronafüggőségnek van egy főminisztere (angolul Chief Minister) mint kormányfő, de mint a brit Korona tulajdonai egyik sem szuverén állam a maga jogán.
A koronafüggőségekben a brit uralkodót egy-egy alkormányzó (Lieutenant Governor) képviseli, de a szerepe jobbára ceremoniális. Man szigetén az alkormányzó helyét 2005-ben koronamegbízott (Crown Commissioner) vette át.

## Guernsey Bailiffség
Guernsey Bailiffséghez tartozik Guernsey sziget, ezen kívül Sark, Alderney és Herm és más szigetek. Parlamentje a States of Guernsey. A bailiffségen belül autonómiát élvez Sark – egy feudális, de demokratizálódó állam, amelyet a Seigneur vezet. Törvényhozása a „State”, élén választott Elnökkel.
Guernsey saját pénzt bocsát ki, a guernsey-i fontot. Ez mindkét bailiffségben szabadon forog, együtt az Egyesült Királyság érméivel és az angol és skót bankjegyekkel. Az Egyesült Királyságban nem kötelező elfogadni, de általában elfogadják.

## Jersey Bailiffség
Jersey szigetéből és több lakatlan szigetből áll. Parlamentje a States of Jersey. A  2005-ös States of Jersey Törvény bevezette a Jersey főminisztere posztot, megszüntette a Bailiff egyetnemértési jogát a parlament határozataival szemben és a kormányzó vétójogát, és létrehozta azt a szabályt, hogy az Egyesült Királyság minden Jersey-t érintő törvényét vagy rendeletét a jersey-i parlament elé kell terjeszteni véleményezésre.
Jersey is saját pénzt bocsát ki, amelyek mindkét bailiffségben forognak, de nem kötelezően elfogadandóak az Egyesült Királyságban.
Mindkét bailiffségnek saját jog- és egészségügyi rendszere van és önálló bevándorlási politikája. Az egyik bailiffség állampolgársága nem jelent állampolgárságot a másik bailiffségben. Kétoldalú adóügyi egyezményük van. 1961 óta a bailiffségeknek külön fellebbviteli bíróságai vannak, de általában mindkét bailiff tagja a másik bailiffség fellebbviteli bírói testületének.

## Man sziget
A Man-sziget sziget Tynwald nevű gyűlése a világ legrégebbi folytonosan működő parlamentje (bár abszolút értelemben nem a legrégebbi, hiszen az izlandi Alþingit 930-ban alapították). Két kamarája van, a közvetlenül választott House of Keys és a közvetve választott Törvényhozó Tanács. Ezek együtt, vagy külön üléseznek, törvényeik titulusa „a Tynwald törvényei” (Acts of Tynwald). A képviselők függetlenek, nem pártok indítják őket. A minisztertanácsot a főminiszter vezeti.
Man szigetén a brit uralkodó címe a „Mann Lordja” (Lord of Mann). Ezt a címet északi, skót és angol királyok viselték, mígnem a brit uralkodóé lett 1765-ben.

## Viszonyuk az Egyesült Királysághoz
A koronafüggőségek védelméért és nemzetközi kapcsolataiért a brit kormány felelős, de mindhárom függőségnek saját vám- és bevándorlási felelőssége van. 2001-ig a brit belügyminisztérium (Home Office) felelt a koronafüggőségekért, de ez a feladat a Lordkancellár Hivatalához került, amelyet ma Alkotmányos Ügyek Hivatalának neveznek.
A koronafüggőségek által hozott törvényeket a Királynői Tanácsnak (Queen in Council, vagy Királyi Tanács, King in Council) kell jóváhagynia, a gyakorlatban a londoni Privy Councilnak. Az egyik londoni miniszter felelős a koronagyarmatokért, mint „Privy Counciller”.
A Brit Parlament által hozott törvények általában nem vonatkoznak a koronafüggőségekre, kivéve ha ezt külön tartalmazzák, de már ez is nagyon ritka. Ha ilyen törvény hatályát mégis kiterjesztik a koronagyarmatokra, előzetesen megállapodásra törekednek a helyi közigazgatással. Erre az 1954-es Televíziós Törvény volt példa, amely létrehozta a Csatorna Televíziót (Channel Television) a Csatorna-szigeteken. A Westminster fenntartja a jogot, hogy végső esetben a szigetekre érvényes törvényeket hozzon akár akaratuk ellenére is, de ezt sohasem alkalmazták. Ennek a jogalapja egyébként Jersey főügyésze szerint kérdéses (szerinte a jogalap elévült), de az Alkotmányos Ügyek Hivatala nem osztja ezt a nézetet.
A globalizálódó világ kihívásai arra vezették a koronagyarmatokat, hogy az utóbbi években maguk kössenek egyre több nemzetközi szerződést az Egyesült Királyságtól függetlenül, ami alkotmányos joguk. Ezek az egyezmények tipikusan az adókat, a pénzügyeket, a környezetvédelmet a kereskedelmet érintik, kivéve a honvédelmet és a nemzetközi képviseletek nyitását. A brit kormány az utóbbi években ahhoz is hozzájárult, hogy a függőségek saját tárgyalásokat folytassanak Franciaországgal például az atomenergia felhasználását illető kérdésekben, olyan mértékben tértek el egymástól a függőségek és a brit kormány nézetei ezekben a kérdésekben.
Az Egyesült Királyság közelsége miatt azonban sok a közös intézmény. Például a BBC rádió- és tévé-csatornákat működtet a bailiffségekben (de nem Man szigetén). A szigetek megtartották saját posta és telekommunikációs szolgáltatásaik függetlenségét, de részt vesznek a Királyság telefonszám-elosztó rendszerében és irányítószám rendszerében. De minden szigetnek külön autójele van (GBG – Guernsey, GBJ – Jersey, GBM – Man), külön internet kódjai (.gg – Guernsey, .je – Jersey, .im – Man) és külön ISO kódjaik.

## Kapcsolataik az EU-val
A koronafüggőségek nem csatlakoztak az Európai Unióhoz, amikor Nagy-Britannia belépett, de kapcsolataikat az EU-val egyezmények bonyolult rendszere szabályozza. Lásd még: Különleges tagállami területek, külbirtokok és kapcsolatuk az EU-val.

## Külső hivatkozások (angolul)
- States of Jersey
- States of Guernsey
- A Man sziget kormányzata
- UK Department of Constitutional Affairs (Alkotmányos Ügyek Hivatala)